# Pável Senkó
Pável Kononovich Senkó (del ruso: Павел Кононович Сенько) (4 de octubre de 1916 – 2000) fue un explorador polar, científico soviético , miembro y líder de numerosas expediciones sovietices a la Antártida.
La montaña Senko en coordenadas 71° 25,2’ S 12° 46,8’ E en el Zavaritski Ridge, fue designada en su honor.
Lideró el grupo invernal y estuvo a cargo de la Base Mirni durante la Novena Expedición Antártica Soviética y lideró varias otras expediciones subsecuentes.

## Obras
- Senko, P. K. (1963) "The Coast Effect in the Variations of the Earth's Electromagnetic Field" in Journal of Geomagnetism and Geoelectricity (XV) 271,